# Хесус Уерта де Сото
Хесус Уерта де Сото Баллестер (ісп. Jesús Huerta de Soto Ballester; нар. 23 грудня 1956) — іспанський економіст австрійської школи. Він є професором кафедри прикладної економіки в Університеті короля Хуана Карлоса у Мадриді, Іспанія та старшим науковим співробітником Інституту Людвіга фон Мізеса.

## Освіта та кар'єра
Уерта де Сото здобув ступінь бакалавра з економіки у 1978 році та ступінь PhD у 1992 році в Університеті Комплютенсе. Ступінь MBA з актуарних наук отримав у Стенфордському університеті, 1985 р. У 2000 році став професором політичної економії в Університеті Рей Хуана Карлоса в Мадриді. З 2007 року він є директором Австрійської магістерської програми Магістр економіки австрійської економічної школи (ісп. Master Economía de la Escuela Austríaca) в Університеті Короля Хуана Карлоса.
Уерта де Сото був редактором семи томів іспанської мовної версії «Збірника творів Ф. А. Гаєка», виданого Чиказьким університетом. У цій якості він відповідав за бібліографії, виноски, вступи та залучення перекладачів. Він є членом редакційної колегії періодичного видання «Нові перспективи політичної економії» (англ. New Perspectives on Political Economy) та дорадчої редакційної ради «Журналу ринків та моралі» (англ. Journal of Markets & Morality). Уерта де Сото — старший науковий співробітник Інституту Людвіга фон Мізеса й входить до складу редакційної колегії Квартального журналу австрійської економіки. Раніше він був довіреною особою Мадридського інституту перспективних досліджень (IMDEA) у галузі соціальних наук, а з 2000 по 2004 рр. Був віце-президентом та директором Товариства Мон Пелерін.
У жовтні 2011 року він оголосив про свою приналежність до Лібертаріанської партії (P-Lib]).
Кілька його занять в Університеті Короля Хуана Карлоса були записані та завантажені на платформу YouTube Фернандо Діасом Вільянуевою . Пізніше ці відео допомогли аргентинському економісту та президенту Хав'єру Мілею дізнатися про ідеї Уерта де Сото, які відтоді серйозно впливають на економічне мислення аргентинця.

## Економічні погляди

### Класичний лібералізм
Анархо-капіталіст, Уерта стверджує, що класичний лібералізм та його ідеал теоретично неможливі; він також зазначає, що класичні ліберали не змогли обмежити владу держави.

### Загальна теорія рівноваги
Економіст Леланд Б. Йегер навів Уерту де Сото як приклад зневаги в економіці. Йегер стверджує, що Сото зневажає загальну теорію рівноваги, посилаючись на уривок, в якому де Сото посилається на «згубний аналіз» цінової рівноваги на «перетині таємничих кривих або функцій, яким бракує реального існування … навіть у свідомості агентів.»

### Австрійський діловий цикл та банки з повним резервуванням
Уерта де Сото виступає за банківські послуги з повним резервуванням — систему, при якій 100 % вимоги до резервів для банків не дозволять розширювати кредит.
У 2006 році Уерта де Сото написав 876-сторінкову книгу на цю тему, видану англійською мовою Інститутом Мізеса як Гроші, банківський кредит та економічні цикли. Семюель Грегг (Samuel Gregg) зробив огляд книги, написавши, що «[сама] довжина цього тексту вимагатиме багато часу та концентрації читачів, які бажають повністю засвоїти його ідеї. Звичайно, є елемент повторення в різних точках. Однак це, як правило, відображає рішучість де Сото продемонструвати, що моральні, правові та економічні виміри грошей, кредиту та банківської діяльності неможливо штучно відокремити один від одного, не ризикуючи втратити чітке розуміння цього питання». У журналі «Нові перспективи політичної економії» Людвіг ван ден Хауве припустив, що «[якщо] в даний час може бути важко точно оцінити вплив книги на економічну професію в цілому, може бути без сумніву, книзі судилося стати класикою як в силу предметів, що розглядаються, так і в силу способу їх обробки: ретельно та авторитетно».
У рецензії Ларрі Дж. Секреста на книгу Уерто де Сото, також видану Інститутом Мізеса, зазначено, що автор намагався надати «остаточний і рішучий доказ» того, що банки з частковим резервуванням несумісні з правами приватної власності, мораллю та стабільною економікою. Секрест писав, що, хоча Уерта де Сото представила копітке дослідження правової теорії, банківської історії, ділових циклів та середньовічної теологічної доктрини, значна частина цього не має відношення до тези книги. Секрест робить висновок «Перш за все, Уерта де Сото відмовляється навіть розглядати можливість того, що клієнти банків, можливо, були готові зіткнутися з деяким ризиком в обмін на ті вигоди, які 100-відсоткові резервні банки не можуть забезпечити», і вважає, що «будь-який відхід 100-процентний резервний банк автоматично сприймається як свідчення зловживань банкірами, навіть коли немає чітких даних про деталі договірних відносин, домовлених вкладниками».
У своєму розділі «Спроби юридично виправдати систему часткового банківського резервування» Уерта де Сото розглядає можливість «того, що певна група клієнтів банку (або заради аргументації всі вони) укладають депозитний контракт, усвідомлюючи і повністю приймаючи що банки інвестують (або позичать тощо) значну частину грошей, які вони вносять на депозит». У цьому випадку, стверджує Уерта де Сото, «передбачуване дозвіл вкладників не має юридичної сили», оскільки мало хто з мирян розуміє нестабільність, притаманну банківським операціям із частковим резервом: вони вважають, що їх депозит гарантований, що Уерта де Сото вважає універсальна) помилкова думка. Як доказ справжніх побажань вкладників, він наводить заворушення, що виникли внаслідок припинення платежів банків під час великої депресії в Аргентині 1998—2002 років.

### Гроші та банківська справа
Андре Азеведо Алвес (Andre Azevedo Alves) та Хосе Морейра (Jose Moreira) заявляють, що Уерта де Сото зробив "найбільш повний та комплексний аналіз теорій банківської справи школи Саламанки.

## Сприйняття
В огляді «Огляду австрійської економіки» Інституту Мізеса, науковий співробітник Інституту Леланд Б. Йегер назвав книгу «найретельнішим розглядом австрійських ідей щодо банківської справи та ділового циклу». Старший науковий співробітник Інституту Мізеса та колишній представник Сполучених Штатів Рон Пол підтримав думку Уерто де Сото про те, що часткове резервування є причиною фінансової нестабільності. В огляді Інституту економічних питань Теорія динамічної ефективності описана як «[головна] нова колекція в галузі австрійської економіки» і названа Уерта де Сото «провідним іспанським вченим».

## Почесні докторські ступені
- Університет Франциско Маррокін (2009)
- Університет імені Олександра Іоана Кузи (2010)
- Фінансовий університет при Уряді Російської Федерації (2011)

## Публікації

### Книги
- Planes de pensiones privados [Private Pension Benefit] (ісп.). Madrid: Editorial San Martin. 1984. с. 294. ISBN 9788471402226. OCLC 11783782.
- Lecturas de economía política [Readings in Political Economy] (ісп.). Madrid: Unión Editorial. 1986–1987. ISBN 9788472092013. 3 томи:OCLC 434819610, 632702538 and 632702507
- La escuela austríaca: mercado y creatividad empresarial [The Austrian School: Market Process and Entrepreneurial Creativity] (ісп.). Madrid: Editorial Síntesis. 2000. с. 203. Серія: Historia del pensamiento económico.OCLC 247910035, 45036015 and 644714015
- Estudios de economía política [Studies in Political Economy] (ісп.) (вид. 2a). Madrid Unión Editorial. 2004. с. 342. ISBN 9788472094086. OCLC 433538594.
- Nuevos estudios de economía política [New Studies in Political Economy] (ісп.) (вид. 2a). Madrid Unión Editorial. 2007. с. 494. ISBN 9788472094406. OCLC 733682262. Серія: Nueva biblioteca de la libertad
- The Austrian School: Market Order and Entrepreneurial Creativity. Cheltenham (UK); Northampton (MA, USA): E. Elgar. 2008. с. 129. ISBN 9781847207685. OCLC 494726098. Presents an exposition of the main tenets of the Austrian School of Economics. This book also explains the differences between the Austrian and the neoclassical (including the Chicago School) approaches to economics. It covers reviews of the contributions of the main Austrian economists, and analysis of the major objections to Austrian economics. (WorldCat summary)[28]
- The Theory of Dynamic Efficiency. London: Routledge. 2009. с. 359. ISBN 9780415427692. OCLC 488049275.[29]
- Peníze, Banky a Hospodářské Krize [Money, Banking and Economic Crisis] (чес.). Prague: ASPI a Liberální institut (ASPI and the Liberal Institute). 2009. с. 865. ISBN 9788073574116. OCLC 320215103. (з Мартіном Фронеком)[30]
- Socialism, Economic Calculation, and Entrepreneurship. Cheltenham (UK); Northampton (MA, USA): E. Elgar. 2010. с. 310. ISBN 9781849800655. OCLC 781201845. (Спочатку як Socialismo, cálculo económico y función empresarial ; частина серії «Нове мислення в політичній економії» Інституту економічних питань)[31]
- Dinero, Crédito Bancario y Ciclos Económicos (ісп.) (вид. 5a). Madrid: Unión Editorial. 2011. с. 685. ISBN 9788472095472. OCLC 828532975.[32]
- Глава 2: Коротка замітка про економічні спади, банківську реформу та майбутнє капіталізму в Оскара Дежуана, Еладіо Фебреро, Марії Крістіни Маркуццо (редактори), Перша велика рецесія 21 століття: конкуруючі пояснення, видавництво Едварда Елгара, 2011,ISBN 1849807469
- Money, Bank Credit, and Economic Cycles (вид. 3d). Auburn, AL: Ludwig von Mises Institute. 2012. с. 881. ISBN 9781610161893. OCLC 807678778. (з Меліндою А. Страуп, перекладач) Також доступний у форматі PDF тут

### Журнали
Список статей, опублікованих іспанською, англійською та іншими мовами, див. На вебсайті Huerta de Soto.
- " Критичний аналіз центральних банків та вільного банкінгу з дробовими резервами з точки зору австрійської школи ". Огляд австрійської економіки (Kluwer Academic Publishers) 8 (2): 25–38. 1995 рік.
- «Нове світло на передісторію теорії банківської справи та школи Саламанки». Огляд австрійської економіки 9 (2): 59–81. 1996 рік.
- «Поточний метод австрійської школи». Journal des Économistes et des Études Humaines . 8 (1): 75–113 1998.
- «Спрогнозована історія і не тільки», Огляд гуманних досліджень . 6 (2): 10. Зима, 1998—1999.
- «Критична примітка щодо вільного банківського обслуговування з частковими резервами», Щоквартальний журнал австрійської економіки . 1 (4): 25–49. Зима, 1998.
- « Етика капіталізму» . Журнал ринків та моралі, (Інститут Актона) 2 (2): 150—163. 1999 рік.ISSN 1098-1217ISSN 1098-1217
- «Найкращий тест Хайєка на хорошого економіста». Procesos de Mercado: Revista Europea de Economía Política . І (2): 121—124. 2004 рік.ISSN 1697-6797ISSN 1697-6797
- The Essence of the Austrian School. Economic Affairs. Blackwell Publishing. 29 (2): 42—45. 2009. doi:10.1111/j.1468-0270.2009.01892.x. ISSN 0265-0665. OCLC 439651091.
- The Fatal Error of Solvency II. Economic Affairs. Blackwell Publishing. 29 (2): 74—77. 2009. doi:10.1111/j.1468-0270.2009.01900.x. ISSN 0265-0665. OCLC 439651128.
- Economic Recessions, Banking Reform and the Future of Capitalism I. Economic Affairs. Blackwell Publishing. 31 (2). 2011. ISSN 0265-0665. OCLC 729292944.